# Том Фелтон
Том Фелтон (англ. Thomas Andrew Felton) — британський актор.
Найбільш відомий глядачеві завдяки ролі Драко Малфоя у фільмах про Гаррі Поттера.

## Біографія
Хлопчик з дитинства виявляв таланти в акторській майстерності та в співі. У віці 10 років, з подачі однієї акторки, близької знайомої батьків Тома, хлопчик потрапив на кіностудію, де зустрівся з агентом, а через два тижні отримав роль у фільмі «Позичайки» (англ. «The Borrowers»).
Але по-справжньому Том прославився, зігравши персонажа знаменитої книги «Гаррі Поттер» Драко Мелфоя, сина Луціуса Мелфоя, представника знатного роду і прихильника центрального негативного персонажа Лорда Волдеморта. Згодом, для Тома як актора, це створило амплуа зарозумілого хлопця, що якоюсь мірою вплинуло на подальші пропозиції знятися в кіно від інших продюсерів. По всьому світу стали з'являтися численні фан-сайти Тома, але це не заважало йому жити життям звичайного підлітка. Уже після першого фільму за мотивами книги «Гаррі Поттер» у молодого дарування стали з'являтися свої ненависники, фанати чарівного світу, які дуже вже серйозно сприймали те, що відбувається на екрані, переносячи це в життя. Деякі діти відверто боялися Тома і виявляли свою агресію коли він приходив на прем'єри, що, за його словами, бавило його й одночасно засмучувало. З часом, у міру дорослішання героїв і їхніх шанувальників, таке ставлення змінилося, і Тома стали тепло приймати як ще одного з акторів, які втілили на екрані їх улюблених книжкових персонажів.
Декількома роками раніше (у 1999 році) ще однієї знаменитої роботою Фелтона стала роль юного сина Джоді Фостер у фільмі «Анна і король», де він теж вельми успішно відобразив характер хлопчака-шибеника.

## Хобі
Окрім акторства, Том займається музикою. Як вже було сказано, ще в дитинстві батьки виявили гарний голос хлопця, тому він співав у хорах.
У 2008 році вийшов перший альбом авторських пісень хлопця «Time well spent». Через кілька місяців з'явилася і друга робота Фелтона «All I need». Том активно займається популяризацією своєї творчості, зокрема, показує ролики із власною грою на гітарі на сайті www.youtube.com.
Для Тома найкращим хобі є рибалка. Якийсь час він навіть казав, що акторське майбутнє мало приваблює його, бо він хоче професійно займатися саме рибалкою. Проте після виходу фільму «Гаррі Поттер і Напівкровний Принц» Фелтон все ж визнав, що рибалка залишиться його хобі.
Окрім цього займається спортом: футболом, ковзанярським спортом, катанням на роликах, баскетболом, плаванням та тенісом.

## Кар'єра
У вісім років Том знявся в рекламі.
У 1997 році знявся у фільмі «The Burrowers» за казкою Мері Нортон. Там зіграв головну роль — молодшого сина.
У наступному році брав участь у зніманні фільму «Жучки» («Bugs»)
У віці десяти років з'явився у фільмі «Анна і Король» в ролі сина головної героїні.
У 2000 році зіграв головного свідка вбивства в детективі «Другий зір» («The Second Sight»).
Том Фелтон також працював на радіо, зокрема, в радіовиставі знаменитого роману Урсули Ле Гвінн.
Справжня популярність прийшла після знімання фільму «Гаррі Поттер і філософський камінь», що вийшов на екрани у 2001 році. Після вдало зіграної ролі Драко Мелфоя з актором підписали контракт на наступні фільми про Гаррі Поттера. Останнім наразі вийшов восьмий фільм «Гаррі Поттер і Смертельні Реліквії (2 частина)». До того ж кінокритики схильні вважати, що саме в останньому фільмі Том Фелтон найкраще розкрив свої акторські можливості.

## Благодійна діяльність
28 березня 2022 року, підтримав Україну під час повномасштабного вторгнення на її територію Росії. На своїй сторінці в Instagram, актор залишив посилання на сторінку Razom for Ukraine – організація, що займається фінансовою підтримкою постраждалих від війни українців.  Крім цього, Том Фелтон виклав ще кілька постів, що символізували його небайдужість:
Посилаю солідарність та молитви всьому українському народу, всім у Росії, хто мужньо протистояв цим нападам, і всім, хто постраждав. Ми з тобою

## Нагороди
- У 2010 році актор виграв нагороду MTV Movie Awards у номінації «Найкращий лиходій».

## Цікаві факти
- Багатьох фанатів Гаррі Поттера надзвичайно дивує, що виконавець ролі Драко Мелфоя не читав жодної книги про Гаррі Поттера.
- Повне ім'я — Томас Ендрю Фелтон.
- У Тома є три старші брати — Ешлі, Кріс і Джонатан.
- Натуральний колір волосся Тома — каштановий, а для фільму про Гаррі Поттера його перефарбували.
- Том Фелтон працював на радіо, зокрема в радіовиставі «Чарівник Земномор'я», за однойменним знаменитим фентезі-романом Урсули Ле Гуін, де озвучував Лоета.
- У 2023 році видавництво Лабораторія видало українською мовою біографію Тома Фелтона «По той бік чарівної палички», де актор  відверто та з фірмовим гумором розповідає історії про свої перші прослуховування та ролі, про те, як отримав роль Драко, про пригоди на знімальному майданчику «Гаррі Поттера» і про людей, з якими потоваришував за десять років зйомок фільмів.[6]

## Фільмографія
- 2018 — Офелія (Ophelia)
- 2018 — Походження (телесеріал) (Origin)
- 2017 — Флеш (телесеріал, 2014) (The Flash)
- 2016 — Воскресіння (Risen)
- 2013 — Замкнене коло (Full circle)
- 2013 — Тереза Ракен (In Secret)
- 2011 — Витонченість і небезпека (Grace and Danger)
- 2011 — Evac;
- 2011 — Явище;
- 2011 — Повстання Планети мавп;
- 2011 — Гаррі Поттер і Смертельні Реліквії: Частина 2;
- 2010 — Зірковий ескорт — грає самого себе;
- 2010 — Гаррі Поттер і Смертельні Реліквії: Частина 1;
- 2010 — 13 годин;
- 2007—2010 — Експоуз — грає самого себе;
- 2009 — Гаррі Поттер і Напівкровний Принц;
- 2008 — Зниклий;
- 2007 — Гаррі Поттер і Орден Фенікса;
- 2005 — Гаррі Поттер і Келих вогню;
- 2004 — Гаррі Поттер і в'язень Азкабану;
- 2002 — Гаррі Поттер і таємна кімната;
- 2001 — Гаррі Поттер і філософський камінь;
- 2000 — Другий зір: Гра в хованки(ТБ);
- 1999 — Анна та Король;
- 1999 — Пророцтво;
- 1998 — 2001 — Найгірша відьма;
- 1997 — Злодюжки;
- 1995—1998 — Багз: електронні жучки;
- 1992 — HBO: Перший погляд

## Джерело
- https://archive.today/20121225092855/felton.narod.ru/biograhia.htm
- http://feltontom.narod.ru/ [Архівовано 23 січня 2009 у Wayback Machine.]
- http://www.kinopoisk.ru/level/1/film/89515/ [Архівовано 16 березня 2009 у Wayback Machine.]